# Honda BR-V
Le Honda BR-V est un crossover compact fabriqué par Honda depuis 2016. Il est principalement destiné à l'Asie du Sud et du Sud-Est.
L'abréviation BR-V signifie Bold Runabout Vehicle.

## Première génération (2016 -)
La voiture partage sa plate-forme avec la deuxième génération de Honda Mobilio, qui est basée sur la plate-forme de la Brio, allongée. Bien que plus long et qu'accueillant plus de passagers (jusqu'à 7), le BR-V se situe en dessous du HR-V en termes de tarification. Il concurrence des véhicules tels que les Daihatsu Terios III/Toyota Rush III/Perodua Aruz, Toyota Avanza, Suzuki Ertiga et Mitsubishi Xpander/Nissan Livina II.
Cette première génération est fabriquée en Inde, en Indonésie, en Malaisie, au Pakistan, aux Philippines et en Thaïlande. Elle est exportée dans d'autres pays d'Asie ainsi que sur quelques marchés tels que le Mexique et l'Afrique du Sud.
Une version restylée est présentée en avril 2019 à l'occasion du Salon automobile de Jakarta, en Indonésie.

## Seconde génération (2021 -)
La seconde génération de BR-V est préfigurée par le showcar Honda H7X Concept, révélé en mai 2021.
Le modèle de série est présenté en Indonésie en septembre 2021.

## Ventes
| Année civile | Thaïlande | Indonésie | Philippines | Pakistan | Inde   |
| ------------ | --------- | --------- | ----------- | -------- | ------ |
| 2016         | 10 153    | 38 666    | 704         |          | 16 820 |
| 2017         | 6 087     | 21 932    | 7 212       | 10,318   | 12,275 |
| 2018         | 5 143     | 9 143     | 4 719       | 16 019   | 7 140  |
| 2019         | 4 540     | 4 071     |             |          | 2 857  |